# Макклинток, Нора
Нора Макклинток (11 марта 1952, Монреаль, Канада — 7 февраля 2017, Торонто, Канада) — канадская писательница.

## Биография
Окончила Университет Макгилла. Живёт в Торонто. Член Канадского Общества детских писателей, иллюстраторов и исполнителей и участница организации «Crime Writers of Canada».

## Произведения

### Серия книг Mike&Riel
- 2003 — Hit and Run(norah mcclintock book)
- 2004 — Truth and Lies
- 2004 — Dead and Gone
- 2006 — Seeing and Believing
- 2008 — Dead Silence

### Серия Robyn Hunter
- 2006 — Last Chance
- 2006 — You can Run
- 2007 — Nothing to Lose
- 2007 — Out of the Cold
- 2008 — Shadow of Doubt
- 2009 — Nowhere to Turn
- 2009 — Change of Heart
- 2010 — In Too Deep
- 2010 — Something to Prove
- 2015 _ kanker krijgen

### Серия «The Chloe & Levesque»
- 2000 — Over the Edge
- 2001 — Scared to Death — лауреат премии Arthur Ellis 2002 года в номинации «Лучшая книга про юную преступность»
- 2002 — Break and Enter — лауреат премии Arthur Ellis 2003 года в номинации «Лучшая книга про юную преступность»
- 2003 — No Escape
- 2005 — Double Cross
- 2005 — Not a Trace
- 2005 — The Third Degree

### Серия Райан Дули
- 2007 — Dooley Takes The Fall
- 2009 — Homicide Related: A Ryan Dooley Mystery
- Октябрь 2010 — Victim’s Rights: A Ryan Dooley series[источник не указан 3072 дня]

### Orca Book Publishers
- 2005 — Snitch
- 2006 — Tell
- 2007 — Bang
- 2007 — Down
- 2008 — Watch Me
- 2009 — Back
- 2009 — Taken
- 2009 — Picture This
- 2010 — Marked
- 2010 — Masked
- 2012 — One Way

### Другие работы
- 1989 — Sixty-Four Sixty-Five
- 1989 — Shakespeare and Legs
- 1991 — The Stepfather Game
- 1993 — Jack’s Back
- 1995 — Mistaken Identity
- 1998 — Sins of the father
- 1999 — Password: Murder
- 2004 — A Lot to Lose